# 姚莉
姚莉（英語：Nancy Yao Lee，1922年9月10日—2019年7月19日），原名姚秀雲，女，祖籍浙江宁波，上海滩时期歌手，与周璇、白虹、白光、龚秋霞、李香兰、吴莺音等齐名，并称为1940年代上海歌壇七大歌星。1950年移居英屬香港。在香港时期被誉为“银嗓子”，金嗓子为周璇，而周璇亦是姚莉的偶像。姚莉是香港1950年代最叱吒風雲的歌后，亦是最高銷量歌手之冠。姚莉是多位歌后的偶像，包括鄧麗君、徐小鳳、潘迪華等；歌王劉文正也曾翻唱其多首名曲。姚莉因翻唱多首帕蒂·佩奇（Patti Page）名曲，亦有“中國帕蒂·佩奇”之稱號。

## 生平

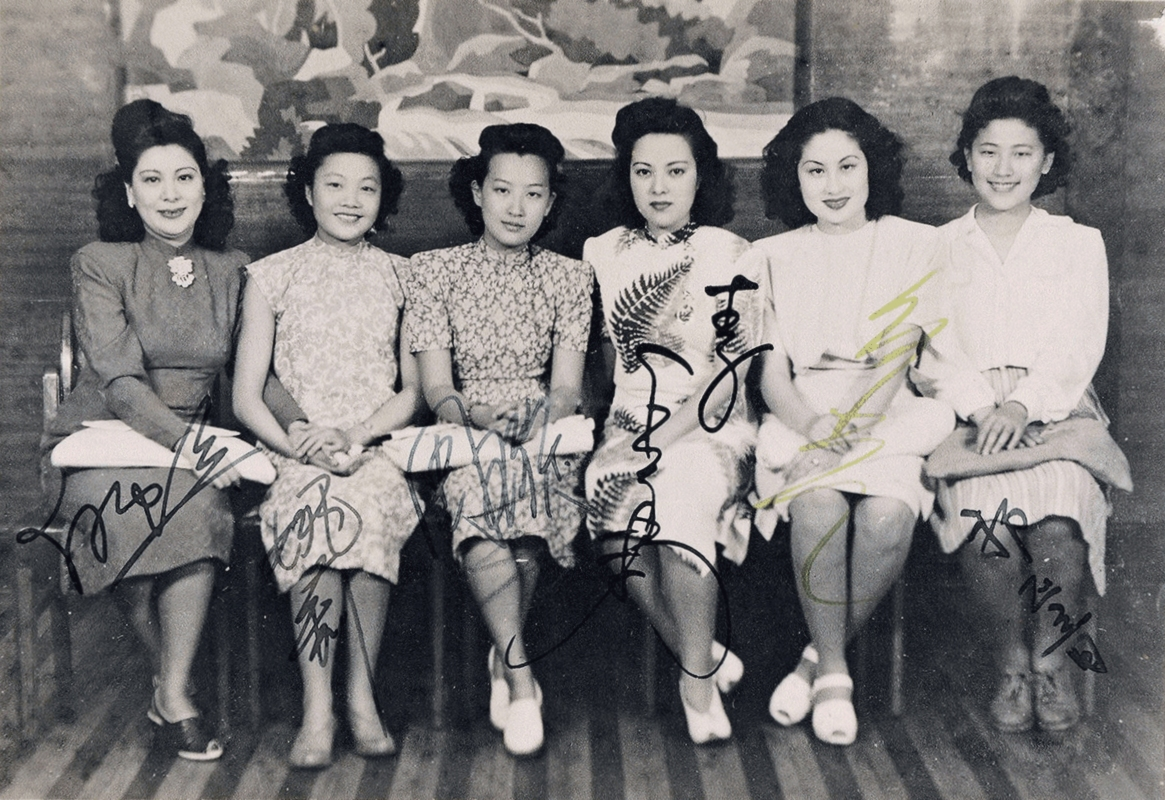
左起为：白虹、姚莉、周璇、李香蘭、白光、祁正音

姚莉祖籍浙江宁波，與長姊姚英（姚秀英）、哥哥姚敏 (姚振民)（作曲家）三人成立「大同音樂社」:77。姚敏於1967年突然過世後，姚莉漸淡出歌壇。經百代唱片（法商百代電影公司以前唱片事業，後被EMI收購仍沿用此名）老闆力邀下，1970年代為多位時代曲歌手作監製，包括潘秀瓊、崔萍、靜婷、梁萍等。
2011年，姚莉再以90歲高齡踏進錄音室，參於鍾氏兄弟的《齊唱。吳秉堅之歌》大碟的錄音，合唱了經典福音詩歌《親愛主》一曲，為姚莉最後的一次錄音作品。
姚莉後來跌倒，膝蓋受傷，腿腳不便。2019年7月，姚莉因發高燒住進療養院，不久去世。

## 代表歌曲
- 《賣相思》（1937年成名曲[7]）
- 《玫瑰玫瑰我爱你》（1941年電影《天涯歌女》插曲[8]）
- 《得不到的爱情》
- 《春風吻上我的臉》（1950年代[9]）
- 《蘇州河邊》
- 《恭喜恭喜》
- 《桃花江》（1956年電影《桃花江》主題曲[9]）
- 《大江東去》
- 《我要為你歌唱》
- 《雪人不見了》
- 《风雨交响曲》
- 《秋的怀念》
- 《那个不多情》等

1951年《玫瑰玫瑰我爱你》更被美國歌手弗兰基·莱恩翻唱為英文版本的《Rose, Rose, I Love You》，打進美國排行榜第3位，成為第一首打入美國音樂流行榜前列位置的華人作品。

## 家庭
姚莉父親為上海富家但因豪賭敗家，於姚莉8歲時離家，淪為街頭乞丐，親子相認不久後36歲即去世；母親一度離家7年，直到姚莉演唱《賣相思》成名後才回家，後讓姚莉和黃保羅訂親。
- 哥哥姚敏1917—1967=	妻子葉紅
  - 大兒子2009年時已60多歲[12]
    - 數名孫女[12]
- 長姐姚英1918—？[13]，同其丈夫一直在昆明，已去世[12]
- 姚莉1922—2019=丈夫黃保羅1926—2005（扬子飯店副经理兼扬子舞厅经理黄志坚的長子）[11][12][14][15]，1945年結婚[12]
  - 一子，在美國西雅圖[12]
    - 一名孫女[12]

  - 一女，在加拿大多倫多[12]
    - 2012年外孫已上大學[11][12][15]